# Tanjug

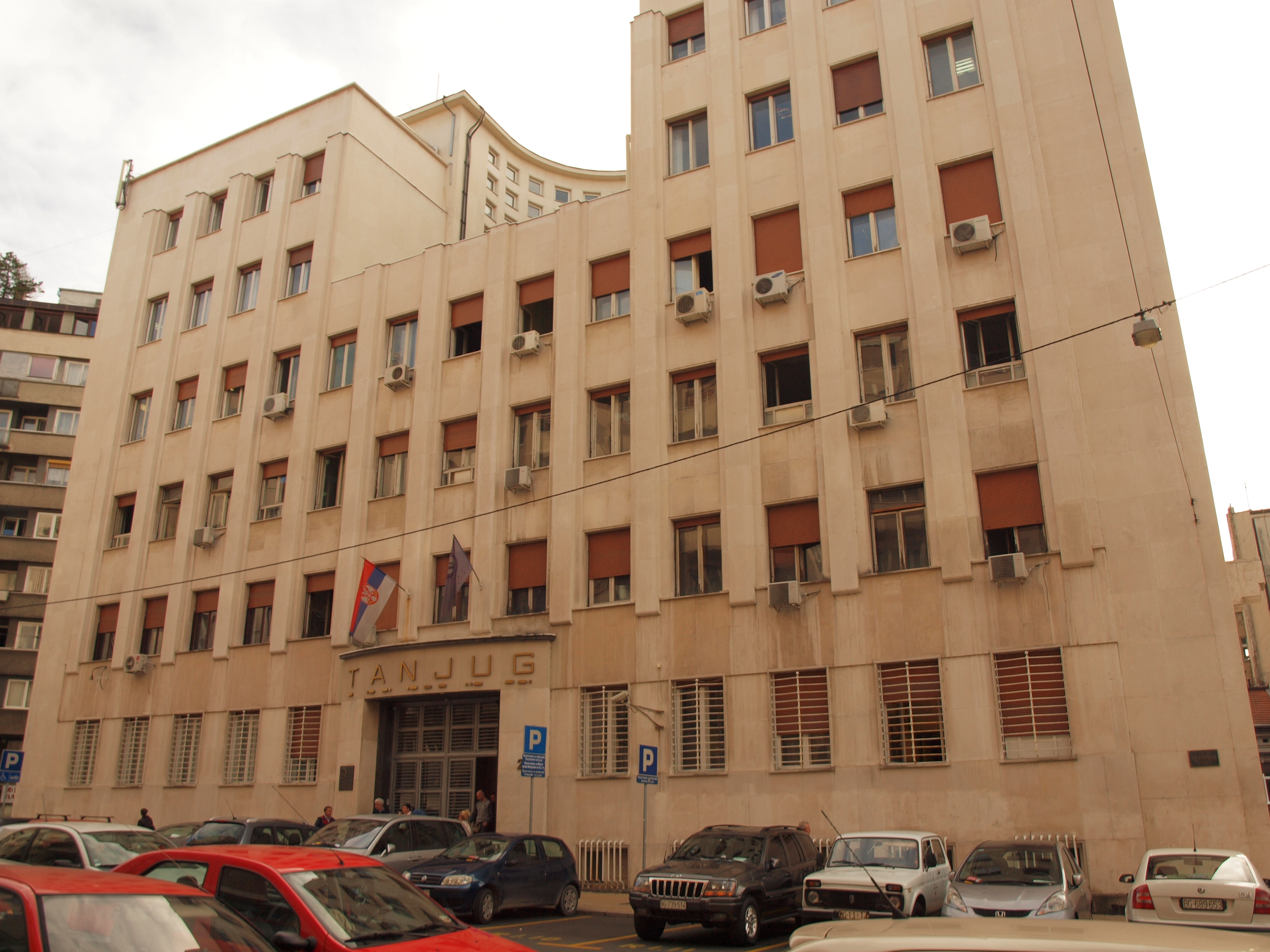
Sede storica della Tanjug a Belgrado.

Tanjug (/'tʌnjʊg/) (Serbo cirillico: Танјуг) è il nome di diverse agenzie giornalistiche pubbliche, con base a Belgrado. La prima attiva dal 1943 al 2015, la seconda è nata nel 2021.

## Storia
Fondata nel novembre 1943 come agenzia giornalistica ufficiale della Jugoslavia socialista, il suo nome è un acronimo del nome originario Telegrafska agencija nove Jugoslavije ("Agenzia Telegrafica della Nuova Jugoslavia").
Tra il 1975 e il 1985, Tanjug ha avuto un ruolo di leadership nel gruppo delle agenzie giornalistiche dei paesi non allineati (Non-Aligned News Agencies Pool, NANAP). I professionisti del giornalismo jugoslavo hanno aiutato ad equipaggiare e formare giornalisti e tecnici in altri paesi non allineati, principalmente in Africa e in Asia meridionale.
Tanjug ha cessato legalmente di operare il 31 ottobre 2015. Alla chiusura Tanjug aveva circa 200 dipendenti.

## Nuova Tanjug: il rilancio con una Televisione
La nuova agenzia di stampa Tanjug è sorta nel marzo del 2021, subentrando all'omonima storica agenzia cancellata dai registri APR (Agenzia dei registri delle imprese). La compagnia privata Tačno con sede a Belgrado diretta dall'editore Željko Joksimović, cantante serbo – controllata da Radio-televizije Pančevo e da Minacord media, rappresentate rispettivamente dal cantante Joksimović e dalla giornalista Manja Grčić (già in Antena Group nel 2018 per la Serbia e il Montenegro) –, secondo un comunicato, ha rilevato i diritti di proprietà e l'uso dei marchi della storica agenzia, aggiungendosi agli organi di stampa già attivi, ossia le due rodate agenzie nazionali serbe, la Beta – retta da Dragan Janjic fino al 2020 – e la FoNet. Quest'ultime nel 2017 avevano denunciato la "decisione discriminatoria" del governo a favore della Tanjug, durante una gestione transitoria della stessa, e indizio del lento percorso ad ostacoli nella libertà di stampa in talune parti.
Dal mese di giugno del 2021 con la denominazione Tanjug TV è partito un nuovo canale televisivo lanciato dall'agenzia. Il primo caporedattore e responsabile di Tanjug TV è stata Jovana Joksimović. La televisione è presente in tutte le piattaforme televisive digitali di Telekom Serbia (Mts Iris, la pay-tv Supernova, sul satellite con m:SAT tv e con Orion).
Agli inizi di settembre del 2022 è entrata nel progetto di cooperazione  tra agenzie stampa Ue "European Newsroom" contro le fake news, finanziato dalla Commissione europea con 18 agenzie di stampa da tutta Europa.
Nel dicembre 2022 è stato firmato un accordo di collaborazione con l'agenzia italiana ANSA.
La neo agenzia di stampa Tanjug di Joksimović, nata dalle ceneri di quella fondata il 5 novembre 1943 a Jajce, attualmente sarebbe l'unico media serbo ad essere membro dell'European Alliance of News Agencies (EANA). È inoltre, contemporaneamente, membro dell'Alliance of Mediterranean news Agencies (AMAN) e dell'Alliance of Balcanic News Agencies (ABNA), nonché della Black Sea Association of National News Agencies (BSANNA).